# Жемчужина (село)
Жемчу́жина (до 1948 года н.п. совхоза Чоты́; укр. Жемчужина, крымскотат. Çotı, Чоты) — село в Нижнегорском районе Республики Крым, центр Жемчужинского сельского поселения (согласно административно-территориальному делению Украины — Жемчужинского сельского совета Автономной Республики Крым).

## Население
| 2001 | 2014 |
| ---- | ---- |
| 1323 | ↘971 |

Всеукраинская перепись 2001 года показала следующее распределение по носителям языка
| Язык             | Процент |
| ---------------- | ------- |
| русский          | 85.26   |
| украинский       | 8.69    |
| крымскотатарский | 5.67    |
| другие           | 0.08    |

### Динамика численности
| - 1805 год — 152 чел. - 1864 год — 20 чел. - 1915 год — 0/30 чел. - 1926 год — 116 чел. - 1974 год — 1158 чел. | - 1989 год — 1137 чел. - 2001 год — 1323 чел. - 2009 год — 1140 чел. - 2014 год — 971 чел. |

## Современное состояние
На 2017 год в Жемчужине числится 15 улиц; на 2009 год, по данным сельсовета, село занимало площадь 120 гектаров на которой, в 460 дворах, проживало более 1,1 тысячи человек. В селе работает средняя общеобразовательная школа-детский сад, ФАП, Дом культуры, отделение почты России, сельский дом
культуры, библиотека-филиал № 7. В Жемчужине с 2001 года работает сортоиспытательная станция (плодовый госсортоучасток) в «зоне повышенной каштановой степи», храм святителя Николая Чудотворца. Жемчужина связана автобусным сообщением с Симферополем, райцентром и соседними населёнными пунктами.

## География
Жемчужина — село на юге района, у границы с Белогорским районом, на левом берегу реки Биюк-Карасу, считается самым северным в долине селом предгорий Внутренней гряды Крымских гор (ниже по реке начинается зона степей), высота центра села над уровнем моря — 65 м. Соседние сёла: Пены в 1,5 км на юг, Стрепетово в 3 км на запад, Садовое в 1,5 км на север и Приречное в 3,5 км на восток. Расстояние до райцентра — около 24 километров (по шоссе), там же ближайшая железнодорожная станция — Нижнегорская (на линии Джанкой — Феодосия). Транспортное сообщение осуществляется по региональной автодороге 35Н-378 от шоссе Нижнегорский — Белогорск через Жемчужину до шоссе Нижнегорский — Белогорск (по украинской классификации — С-0-10922).

## История
Впервые Чоты упоминаются в Камеральном Описании Крыма… 1784 года, судя по которому, в последний период Крымского ханства Чоту входил в Карасубазарский кадылык Карасъбазарскаго каймаканства. После присоединения Крыма к России (8) 19 апреля 1783 года, (8) 19 февраля 1784 года, именным указом Екатерины II сенату, на территории бывшего Крымского Ханства была образована Таврическая область и деревня была приписана к Симферопольскому уезду. После Павловских реформ, с 1796 по 1802 год, входила в Акмечетский уезд Новороссийской губернии. По новому административному делению, после создания 8 (20) октября 1802 года Таврической губернии, Чоты был включён в состав Табулдынской волости Симферопольского уезда.
По Ведомость о всех селениях в Симферопольском уезде состоящих с показанием в которой волости сколько числом дворов и душ… от 9 октября 1805 года, в деревне Чоту числилось 35 дворов и 152 жителя, исключительно крымских татар. На военно-топографической карте генерал-майора С. А. Мухина 1817 года деревня Чот обозначена с 35 дворами. После реформы волостного деления 1829 года Чоту, согласно «Ведомости о казённых волостях Таврической губернии 1829 года», отнесли к Айтуганской волости (переименованной из Табулдынской). На карте 1836 года в деревне 16 дворов. Затем, видимо, в результате эмиграции крымских татар, деревня заметно опустела и на карте 1842 года Чоту обозначен условным знаком «малая деревня», то есть, менее 5 дворов.
В 1860-х годах, после земской реформы Александра II, деревню приписали к Зуйской волости. Согласно «Списку населённых мест Таврической губернии по сведениям 1864 года», составленному по результатам VIII ревизии 1864 года, Чоту — владельческий хутор с 14 дворами и 20 жителями фруктовым садом при речке Большой Карасу. На трёхверстовой карте 1865—1876 года Чоту обозначены с 24 дворами. В путеводителе Сосногоровой 1871 года описывается большое имение Чоты с садом в 150 десятин, принадлежавшее прежде князю Кочубею, а на тот год бывшее в аренде у француза Рено, ведущего разроотраслевое хозяйство передовыми методами. В дальнейшем, до конца века, Чоты в доступных источниках не встречаются.
После земской реформы 1890 года, деревню отнесли к Табулдинской волостии. По «…Памятной книжке Таврической губернии на 1900 год» в Табулдинской волости значилась экономия Чоты без жителей. По Статистическому справочнику Таврической губернии. Ч.II-я. Статистический очерк, выпуск шестой Симферопольский уезд, 1915 год, на хуторе Чоты Полюшкина (при селе Ново-Николаевка) Табулдинской волости Симферопольского уезда числилось 4 двора с русским населением без приписных жителей, но с 30 — «посторонними». Также записана немецкая экономия Чоты (Ротгольца и Люстиха) с 1 двором без населения.
Современное село основано в 1920 году, как совхоз-конезавод, на базе национализированного имения Люстиха. По постановлению Крымревкома № 206 «Об изменении административных границ» от 8 января 1921 года была упразднена волостная система и село вошло в состав Карасубазарского района Карасубазарского уезда, а в 1922 году уезды получили название округов. 11 октября 1923 года, согласно постановлению ВЦИК, в административное деление Крымской АССР были внесены изменения, в результате которых основной административной единицей стал Карасубазарский район и село включили в его состав. Согласно Списку населённых пунктов Крымской АССР по Всесоюзной переписи 17 декабря 1926 года, в совхозе Чотты (госконезавод), Ново-Царицынского сельсовета Карасубазарского района, числилось 53 двора, все крестьянские, население составляло 116 человек, из них 78 русских, 17 украинцев, 1 татарин, 1 армянин, 1 болгарин, 18 записаны в графе «прочие», действовала русская школа. Постановлением ВЦИК «О реорганизации сети районов Крымской АССР» от 30 октября 1930 года был создан Сейтлерский район (по другим сведениям 15 сентября 1931 года) и совхоз передали в его состав. Как совхоз Чоты он обозначен и на километровой карте Генштаба Красной армии 1941 года.
После освобождения Крыма от фашистов, 12 августа 1944 года было принято постановление № ГОКО-6372с «О переселении колхозников в районы Крыма» и в сентябре 1944 года в район приехали первые новосёлы (320 семей) из Тамбовской области, а в начале 1950-х годов последовала вторая волна переселенцев из различных областей Украины. С 25 июня 1946 года Чоты в составе Крымской области РСФСР. Указом Президиума Верховного Совета РСФСР от 18 мая 1948 года, населённый пункт совхоза Чоты переименовали в Жемчужину. 26 апреля 1954 года Крымская область была передана из состава РСФСР в состав УССР. Сельский совет образован в период с 1968 года, когда Жемчужина ещё входила в состав Садового сельсовета, по 1977 год, когда Жемчужинский сельсовет уже существовал. По данным переписи 1989 года в селе проживало 1137 человек. С 12 февраля 1991 года село в восстановленной Крымской АССР, 26 февраля 1992 года переименованной в Автономную Республику Крым. С 21 марта 2014 года в составе Крыма аннексировано Россией.